# Coppa Italia Lega Nazionale Pallacanestro 2003
La Coppa Italia Lega Nazionale Pallacanestro 2003 è stata organizzata per squadre di Serie B d'Eccellenza, B2 e C1.

## Serie B d'Eccellenza
Si qualificano alla Coppa Italia le squadre classificate ai primi due posti dei due gironi di Serie B d'Eccellenza maschile FIP 2002-2003, al termine del girone di andata. Le gare sono di andata e ritorno.

### Fase di qualificazione
Andata: 8 gennaio; ritorno: 15 gennaio
| Squadra 1                   | Totale  | Squadra 2         | Andata | Ritorno |
| --------------------------- | ------- | ----------------- | ------ | ------- |
| Banco di Sardegna Sassari   | 133-149 | RB Montecatini    | 77-70  | 56-79   |
| Mylena Tortellini Treviglio | 159-163 | Vem Sistemi Forlì | 75-74  | 84-89   |

### Finale
| Montecatini Terme 17 aprile 2003, ore 20:30 | RB Montecatini | 73 – 78 | Vem Sistemi Forlì | PalaTerme |

## Serie B2

### Fase di qualificazione
Andata: 8 gennaio; ritorno: 15 gennaio
| Squadra 1                 | Totale  | Squadra 2          | Andata | Ritorno |
| ------------------------- | ------- | ------------------ | ------ | ------- |
| Assigeco Casalpusterlengo | 149-147 | Alfamacchine Forlì | 92-80  | 57-67   |
| Solac Veroli              | 164-145 | Pompea Calze Atri  | 88-70  | 76-75   |

### Finale
| Montecatini Terme 17 aprile 2003, ore 18:00 | Assigeco Casalpusterl. | 96 – 90 | Solac Veroli | PalaTerme |

## Serie C1

### Fase di qualificazione

#### Quarti di finale
| Squadra 1                         | Risultato | Squadra 2                |
| --------------------------------- | --------- | ------------------------ |
| Nobili Borgomanero                | 94-70     | Pilotelli Iseo           |
| Banca di Manzano Corno di Rosazzo | 86-68     | IPR Civitanova           |
| Insieme per Gualdo Tadino         | 67-73     | Gruppo Mauriello Aprilia |
| Autoprogress Caserta              | 53-63     | Impremed Catanzaro       |

#### Semifinali
| Squadra 1                | Risultato | Squadra 2                         |
| ------------------------ | --------- | --------------------------------- |
| Nobili Borgomanero       | 73-74     | Banca di Manzano Corno di Rosazzo |
| Gruppo Mauriello Aprilia | 86 -71    | Impremed Catanzaro                |

### Finale
| Montecatini Terme 16 aprile 2003, ore 20:30 | Gruppo Mauriello Aprilia | 102 – 93 | Banca di Manzano Corno di Rosazzo | PalaTerme |

## Verdetti
- Vincitrice della Coppa Italia di B d'Eccellenza: Fulgor Libertas Forlì
- Vincitrice della Coppa Italia di B2: Unione Cestistica Casalpusterlengo
- Vincitrice della Coppa Italia di C1: Aprilia